# جوليو سيزار ميراندا
جوليو سيزار ميراندا (بالإسبانية: Julio César Miranda)‏ مواليد 19 مايو 1980 في المكسيك، هو ملاكم محترف مكسيكي يصنف ضمن فئة وزن الذبابة. حقق بطولة منظمة الملاكمة العالمية.

## إحصائيات
خاض خلال مسيرته 49 نزالا، فاز في 37 وتعادل في 2 وخسر في 10. فاز بالضربة القاضية في 29 نزالا.

## روابط خارجية
- جوليو سيزار ميراندا على موقع بوكس ريك (الإنجليزية) (registration required)